# آلاتروفلوکساسین
آلاتروفلوکساسین(به انگلیسی: Alatrofloxacin) (Trovan IV) یک آنتی‌بیوتیک فلوئوروکینولونی است که توسط شرکت فایزر و به شکل نمک مسیلات تولید می‌شد.
ترووافلوکساسین و آلاتروفلوکساسین هر دو از ژوئن ۲۰۰۶ از بازار آمریکا خارج شدند. 